# ساموئل لارسن
ساموئل لارسن (انگلیسی: Samuel Larsen؛ زادهٔ ۲۸ اوت ۱۹۹۱) یک موسیقی‌دان اهل ایالات متحده آمریکا است. او از سال ۲۰۱۰ میلادی تاکنون مشغول فعالیت بوده‌است.